# Bạc má xám
Bạc má xám (tên khoa học Melaniparus afer) là một loài chim trong họ Paridae.
Loài này sinh sống ở Lesotho.